# SM-sarja 1934/35
Die Saison 1934/35 war die siebte Spielzeit der finnischen SM-sarja. Meister wurde zum insgesamt dritten Mal in der Vereinsgeschichte HJK Helsinki. Topscorer wurde Jussi Tiitola von Ilves Tampere mit vier Toren und vier Assists.

## Modus
In der Hauptrunde absolvierte jede der drei Mannschaften insgesamt vier Spiele. Der Erstplatzierte der Hauptrunde wurde Meister. Für einen Sieg erhielt jede Mannschaft zwei Punkte, bei einem Unentschieden gab es einen Punkt und bei einer Niederlage null Punkte.

## Hauptrunde
|    | Klub          | Sp | S | U | N | Tore | Punkte |
| -- | ------------- | -- | - | - | - | ---- | ------ |
| 1. | HJK Helsinki  | 4  | 2 | 1 | 1 | 10:7 | 5      |
| 2. | Ilves Tampere | 4  | 2 | 0 | 2 | 8:9  | 4      |
| 3. | HSK Helsinki  | 4  | 1 | 1 | 2 | 8:10 | 3      |

Sp = Spiele, S = Siege, U = Unentschieden, N = Niederlagen